# Pascal Chimbonda
Pascal Chimbonda (Les Abymes, Guadeloupe, 1979. február 21. –) francia labdarúgó.

## Pályafutása
Chimbonda pályafutását a Le Havre csapatánál kezdte 1999-ben, 2000. április 29-én debütált az RC Strasbourg ellen. 4 évet töltött a klubnál, majd a Bastiába igazolt, mikor a csapat a másodosztályba került. A Bastiában tartózkodása alatt rasszista, gúnyos megjegyzéseket kapott a saját szurkolóitól, mikor a csapat súlyos vereséget szenvedett a Saint-Étienne ellen. Ez is közreműködhetett abban, hogy 2005 nyarán, a Bastia kiesésekor otthagyta a klubot.

### Wigan
2005 júliusában igazolt a Wigan-hez három évre, 500 000 fontért.

Első Premiership szezonjában (2005-2006) helyet kapott a Premiership Év Csapatában, mint legjobb jobbhátvéd, olyanok helyett, mint Gary Neville, Steve Finnan és Paulo Ferreira. Olyan klubokkal hozták szóba ezután, mint a Manchester United, az Arsenal vagy a West Ham United. A Tottenham Hotspur is bejelentkezett érte, akik először 2 milliót, majd 3 milliót kínáltak érte, de a Wigan mindkét ajánlatot elutasította, és kijelentették, hogy 6 millió font alatti ajánlatot el fognak utasítani. Ennek ellenére a játékos nagyon vágyott a Tottenham-be, ügynöke szerint nagyon jó ajánlatot tettek.
Utolsó mérkőzését a Wigan-ben 2006. augusztus 8-án játszotta a Reading ellen csereként lépve a pályára. A 79. percben váltotta Emile Heskey-t, az ő góljával nyert a csapat.

### Tottenham
2006. augusztus 31-én igazolt át a Tottenham Hotspur-höz 4.5 millió fontért. 2006. szeptember 9-én debütált a Manchester United ellen nagy benyomást keltő játékot bemutatva. A Spurs szurkolói hamar megszerették, különösen a Chelsea elleni 2–1-es győzelemmel záruló mérkőzésen, ahol kiváló védekező játékával nagyban hozzájárult a győzelemhez.
Első gólját 2007. január 20-án szerezte a Fulham ellen. Ezzel pontot mentett a csapat számára. A 2007-08-as szezonban az Aston Villa elleni 4–4-es döntetlennel zárult meccsen ő is szerzett gólt (a 69. percben).
2008. március 12-én fontos büntetőt hibázott a PSV Eindhoven elleni UEFA-kupa nyolcaddöntő visszavágójának tizenegyespárbajánál. A Tottenham a büntetőkkel búcsúzott a kiírástól, a PSV továbbjutott a negyeddöntőbe.

### Sunderland
Chimbonda 2008. július 26-án igazolt a Sunderland csapatához, csapattársát, Teemu Tainio-t követve.

## A válogatottban
Chimbonda a francia válogatott tagja. Dánia ellen 2006. május 31-én. Tagja volt a 2006-os németországi világbajnokság francia keretének, de egyetlen mérkőzésen sem lépett pályára.

## Sikerei, díjai
```
Tottenham Hotspur
```

- Angol Ligakupa - 2008

## Statisztika
Frissítve: 2008. március 19.
| Csapat         | Szezon  | Bajnokság | Bajnokság | Kupa    | Kupa  | UEFA    | UEFA  | Összesen | Összesen |
| Csapat         | Szezon  | Meccsek   | Gólok     | Meccsek | Gólok | Meccsek | Gólok | Meccsek  | Gólok    |
| -------------- | ------- | --------- | --------- | ------- | ----- | ------- | ----- | -------- | -------- |
| Tottenham      | 07-08   | 29        | 2         | 8       | 1     | 9       | 0     | 46       | 3        |
| Tottenham      | 06-07   | 33        | 1         | 6       | 0     | 10      | 0     | 49       | 1        |
| Össz.          |         | 62        | 3         | 14      | 1     | 19      | 0     | 95       | 4        |
| Wigan Athletic | 2005-06 | 38        | 2         | 6       | 0     | -       | -     | 43       | 2        |
| Össz.          |         | 38        | 2         | 6       | 0     | -       | -     | 43       | 2        |
| Összesen       |         | 100       | 5         | 20      | 1     | 19      | 0     | 138      | 6        |